# Blue Sky Tower
La Blue Sky Tower è un grattacielo alto 105 metri situato a Ulan Bator, in Mongolia. Il grattacielo è costituito da una struttura in acciaio e vetro, con la facciata costituita da vetro blu.
Al suo interno ospita uffici, sale conferenze e un hotel. L'hotel dispone di 200 camere, 12 suite, sale per conferenze, ristoranti e un garage.
La costruzione, iniziata nel 2006, è stata interrotta nel 2008 a causa delle elezioni presidenziali, per poi essere completato nel 2009.